# 3.ª Divisão de Exército
A 3ª Divisão do Exército (3ª DE), também conhecida como Divisão Encouraçada, é um comando do Exército Brasileiro sediado em Santa Maria, Rio Grande do Sul, e subordinado ao Comando Militar do Sul. Ela comanda a 6.ª Brigada de Infantaria Blindada (6.ª Bda Inf Bld), em Santa Maria, a 1.ª Brigada de Cavalaria Mecanizada, em Santiago, a 2.ª Brigada de Cavalaria Mecanizada, em Uruguaiana, e a Artilharia Divisionária da 3.ª DE (AD/3), em Cruz Alta, abrangendo quase metade da área do Rio Grande do Sul.
A divisão existiu em sua primeira forma na Guerra do Paraguai, de 1865 a 1870. Em 1908 um comando de brigada foi implantado em Santa Maria, considerado o antecessor da atual divisão. Por sua posição num entroncamento ferroviário no centro do estado, controlando os caminhos da Argentina e Uruguai ao interior do Brasil, a sede tornou-se o maior polo militar do estado, posição que ainda mantém. O comando da 3.ª Divisão de Infantaria, estabelecido na cidade em 1946, converteu-se na atual divisão nas reformas militares da década de 1970, ao mesmo tempo que surgiram as atuais brigadas. Suas duas brigadas de cavalaria eram até então divisões independentes.
De 2014 a 2020, quando a 6.ª Divisão de Exército foi desativada, a 3.ª DE absorveu parte de seus efetivos, chegando a ter 19 mil homens, o maior de uma divisão na América Latina. Mesmo após a reativação, a divisão permanece com a maior força blindada do continente, e sua sede é conhecida como a capital nacional dos blindados.

## Relação com Santa Maria

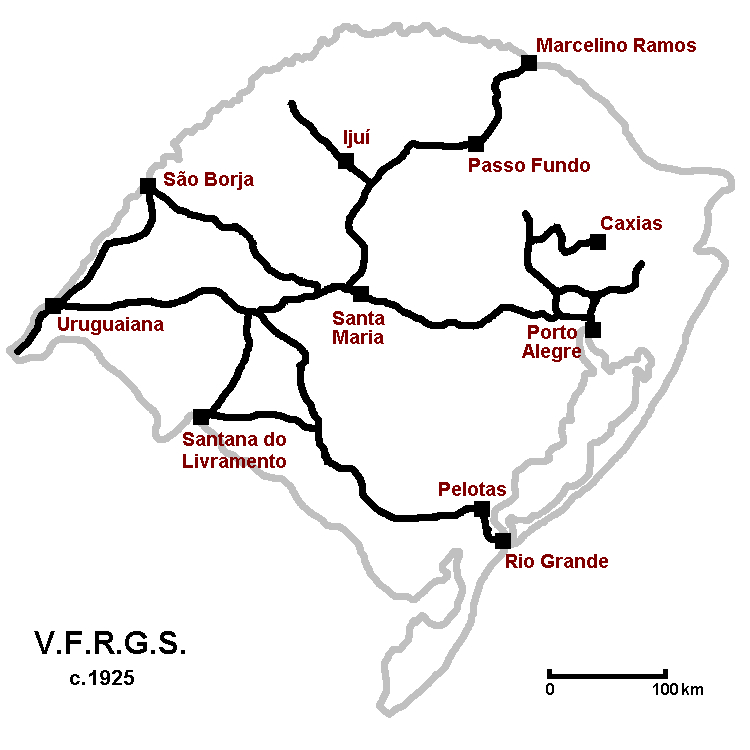
Ferrovias no Rio Grande do Sul em 1925

A partir de seu comando em Santa Maria, a divisão é responsável pela defesa de quase metade do Rio Grande do Sul. Sua sede é o “centro de gravidade do Rio Grande”, na definição do major francês Fanneau de la Horie após percorrer a região em 1917–1918. Era nessa cidade, centro ferroviário do Rio Grande do Sul, que a Estrada de Ferro São Paulo-Rio Grande encontrava-se com a ferrovia de Uruguaiana a Porto Alegre, capital estadual. Na hipótese de uma guerra com a Argentina, estudada pelos planejadores militares dos anos 20, a única rota logística alternativa seria pelo mar. Consequentemente, os planos previam a defesa de Santa Maria até a chegada de reforços, e a cidade tornou-se o maior polo militar do estado.
A posição de polo militar permaneceu ao longo da história. Sua posição estratégica ainda é reconhecida no século XXI; ela está a meio caminho entre as metrópoles sul-americanas de São Paulo e Buenos Aires, controlando o acesso de rotas da Argentina e Uruguai ao interior do Brasil. Santa Maria é a capital nacional dos blindados e o segundo polo de defesa do Brasil, atrás apenas do município do Rio de Janeiro no contingente militar. A presença da Força Aérea Brasileira, universidades que fomentam a pesquisa e duas organizações para a manutenção de blindados contribuem para a decisão do Exército de centralizar o comando ali. As instalações das Forças Armadas moldaram o desenvolvimento urbano da cidade e mantém gastos federais no município, movimentando o comércio e prestação de serviços, que são os principais setores de sua economia.

## História

### Paraguai (1865–1870)
A denominação de “Divisão Encouraçada” do atual comando é referência à 3.ª Divisão de Infantaria (DI) formada na Guerra do Paraguai. Organizada em duas brigadas, que chegaram ao efetivo de 4.428 homens, ela teve seu comando assumido pelo brigadeiro Antônio de Sampaio em março de 1865, no Uruguai. A divisão embarcou no primeiro escalão da invasão ao Paraguai e serviu de vanguarda ao exército aliado de Itapuru a Tuiuti. Na primeira Batalha de Tuiuti, em maio de 1866, ela suportou 26% das baixas aliadas, incluindo seu comandante, que morreu pelos ferimentos recebidos em combate. Ao final da guerra, em 1870, as divisões foram extintas. O epíteto de “Encouraçada” não existe nos documentos da época e foi publicado pela primeira vez em 1910, nas memórias de Dionísio Cerqueira.
| No embarque no Uruguai | Na Batalha de Tuiuti |
| --- | --- |
| 5.ª Brigada Coronel Oliveira Belo - 4.º Batalhão de Infantaria - 6.º Batalhão de Infantaria - 12.º Batalhão de Infantaria - 4.º Batalhão de Voluntários da Pátria - 16.º Batalhão de Voluntários da Pátria 8.ª Brigada Coronel José Silveira - 8.º Batalhão de Infantaria - 16.º Batalhão de Infantaria - 10.º Batalhão de Voluntários da Pátria | 5.ª Brigada Coronel Oliveira Belo - 3.º Batalhão de Infantaria Tenente-coronel Frederico de Mesquita - 4.º Batalhão de Infantaria Tenente-coronel Pereira Carvalho - 6.º Batalhão de Infantaria Tenente-coronel Antônio Silva Paranhos - 4.º Batalhão de Voluntários da Pátria Tenente-coronel Pinheiro Guimarães 7.ª Brigada Coronel Machado Bittencourt - 1.º Batalhão de Infantaria Major Guimarães Peixoto - 6.º Batalhão de Voluntários da Pátria Major Agnelo Valente - 9.º Batalhão de Voluntários da Pátria Tenente-coronel José Oliveira Bueno - 11.º Batalhão de Voluntários da Pátria Major Cavalcanti de Albuquerque |

### Brigada em Santa Maria

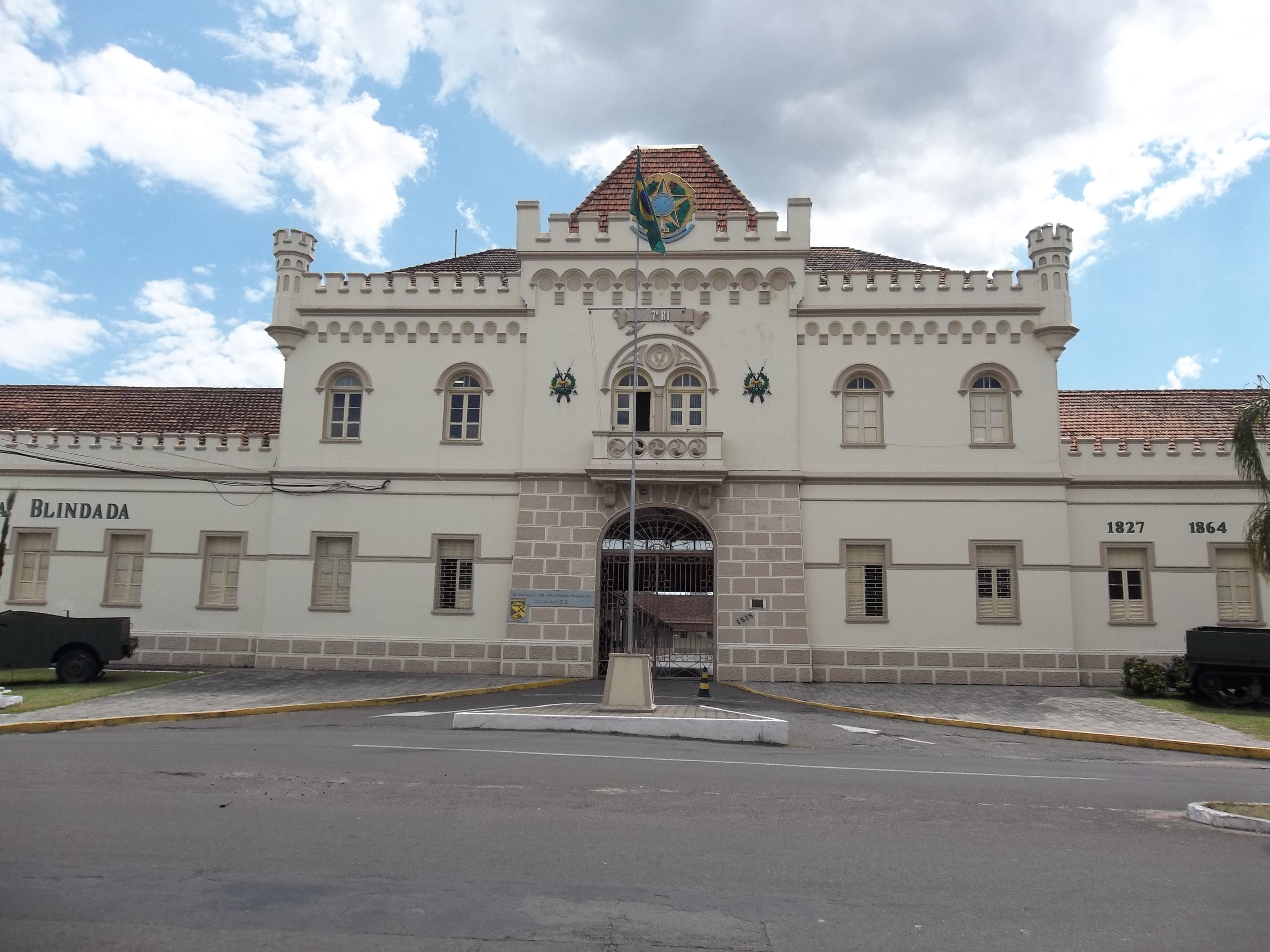
Quartel da 6.ª Brigada de Infantaria Blindada, o mais antigo de Santa Maria, inaugurado em 1913

As divisões e brigadas retornaram à ordem de batalha do Exército a partir de 1908. A 3.ª Brigada Estratégica, criada em Santa Maria nesse ano, retomou a genealogia da atual divisão. Em 1915 ela tornou-se a 9.ª Brigada de Infantaria, que juntamente com a 10.ª, integrava a 5.ª Divisão de Exército, em Porto Alegre. A 5.ª Divisão tornou-se a 3.ª Divisão de Exército, em 1919, e 3.ª Divisão de Infantaria, em 1921. O comando desta divisão era acumulado com o da 3.ª Região Militar (RM) até 1944. A atual lista oficial de comandantes da divisão não considera esses oficiais em Porto Alegre, e em vez disso acompanha os chefes da 9.ª Brigada (1915–1920), 5.ª Brigada (1920-1939) e Infantaria Divisionária (1939–1946).
Santa Maria foi poupada na revolta tenentista de 1924, mas foi palco de combate urbano em outra revolta em 16 de novembro de 1926. O coronel Enéas Pompílio Pires, comandante da brigada, foi preso em seu quartel pelos tenentistas. O 1.º Regimento de Cavalaria da Brigada Militar do Rio Grande do Sul, também sediado na cidade, manteve-se legalista e, mesmo em desvantagem numérica, impediu os revoltosos de se apossarem da cidade. Na Revolução de 1930 a situação era inversa: a Brigada Militar estava com os revolucionários. O general Fernando de Medeiros, comandante da brigada, foi preso e a Brigada Militar cercou os quartéis do Exército. A infantaria permaneceu indiferente, e somente os artilheiros pensaram em reagir, mas concluíram que seria melhor aderir à revolta.

### Divisão de Infantaria (1946–1971)
Somente em 1944 a legislação previu que fosse “criado, para organização imediata, o Comando da 3.ª Divisão de Infantaria”, com sede em Santa Maria. Após outras reformas nos anos seguintes, a 3.ª RM deixou de controlar as divisões sediadas no Rio Grande do Sul, que passaram à subordinação da Zona Militar Sul/III Exército, atual Comando Militar do Sul.
| 3.ª Divisão de Infantaria, Santa Maria - Companhia do QG, Santa Maria - 7.º Regimento de Infantaria, Santa Maria - (3.º Batalhão em Santa Cruz do Sul) - 8.º Regimento de Infantaria, Cruz Alta - (3.º Batalhão em Passo Fundo) - 9.º Regimento de Infantaria, Pelotas - 5.º Regimento de Artilharia Montado, Santa Maria - 6.º Regimento de Infantaria, Cruz Alta - I/3.º Regimento de Obuses 105, Cachoeira do Sul - 3.º Batalhão de Engenharia, Cachoeira do Sul - 3.º Batalhão de Saúde, Porto Alegre - 3.º Esquadrão de Reconhecimento Mecanizado, Porto Alegre - 3.ª Companhia Independente de Transmissões, Porto Alegre - 3.ª Companhia de Intendência, Porto Alegre |

O general Peri Constant Bevilacqua, comandante em 1961, aderiu à Campanha da Legalidade antes mesmo de seu superior, o general José Machado Lopes, do III Exército. O poder militar de Santa Maria foi hipotecado em favor da posse de João Goulart na Presidência. Após a adesão de Machado Lopes, a 3.ª DI, sob suas ordens, enviou destacamentos para Porto Alegre e Rio Grande e manteve-se à disposição para seguir a Curitiba. O sucessor de Bevilacqua, Olímpio Mourão Filho, envolveu-se na conspiração para destituir Goulart. O próximo comandante, o general Mário Poppe de Figueiredo, recusou ordens do III Exército, suprimiu uma greve dos ferroviários e aderiu ao golpe de Estado de 1964 contra Goulart. Isto foi decisivo para a vitória do golpe no Rio Grande do Sul, tanto pelos efetivos da divisão quanto pelo controle do entroncamento ferroviário. Poppe autoproclamou-se comandante do “III Exército Revolucionário” para marchar a Porto Alegre.

### Divisão de Exército

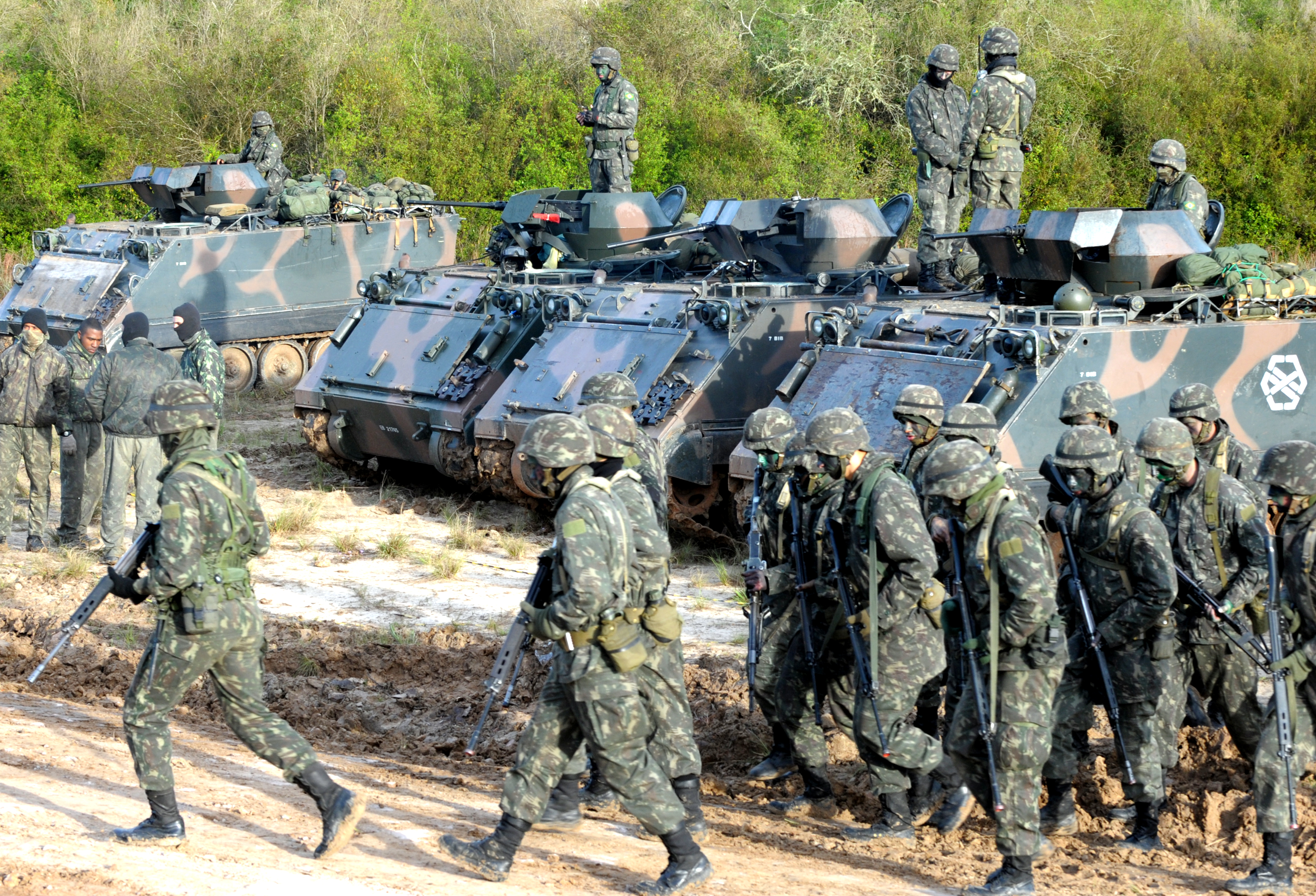
7.º Batalhão de Infantaria Blindado em 2013

Em 1972 a 3.ª DI tornou-se a 3.ª Divisão de Exército (DE), resultado da reestruturação do Exército nos anos 70. Em 1980 ela era composta pela 6.ª Brigada de Infantaria Blindada (6.ª Bda Inf Bld), no centro do Rio Grande do Sul, 16.ª Brigada de Infantaria Motorizada (16.ª Bda Inf Mtz), na região noroeste, 1.ª Brigada de Cavalaria Mecanizada (1.ª Bda C Mec), na fronteira oeste, 2.ª Brigada de Cavalaria Mecanizada, na fronteira sudoeste, e Artilharia Divisionária da 3.ª Divisão de Exército (AD/3). As duas brigadas de cavalaria eram até então divisões independentes. Em 1993, junto a outras transferências do Centro-Sul para o Norte do país, a 16.ª Brigada de Infantaria foi remanejada para Tefé, no Comando Militar da Amazônia.
A outra divisão presente no Rio Grande do Sul, de menor destaque, é a 6.ª. Em 2014 ela foi desativada, com alguns de seus elementos transferidos à 3.ª, tornando Santa Maria o “coração do cenário militar no Rio Grande do Sul”, mas ainda subordinada ao “cérebro do aparato castrense” local, o Comando Militar do Sul, em Porto Alegre. De posse de quatro brigadas e uma Artilharia Divisionária, somando 19.000 militares, a 3.ª consolidou sua posição como a “mais poderosa divisão de combate convencional presente na América Latina”. A medida foi revertida em 2020, com a reativação da 6.ª Divisão de Exército. Ainda assim, a 3.ª Divisão permaneceu como a maior força blindada da América do Sul.
| 3.ª Divisão de Exército - Companhia de Comando - Base Administrativa da Guarnição de Santa Maria - 19.º Regimento de Reconhecimento Mecanizado - 1.º Batalhão de Comunicações - Campo de Instrução de Santa Maria - Colégio Militar de Santa Maria (vinculado) - 6.ª Brigada de Infantaria Blindada - Companhia de Comando - 1.º Regimento de Carros de Combate - 4.º Regimento de Carros de Combate - 7.º Batalhão de Infantaria Blindado - 29.º Batalhão de Infantaria Blindado - 3.º Grupo de Artilharia de Campanha Autopropulsado - 12.º Batalhão de Engenharia de Combate Blindado - 4.º Batalhão Logístico - 6.º Esquadrão de Cavalaria Mecanizado - 6.ª Bateria de Artilharia Antiaérea Autopropulsada - 3.ª Companhia de Comunicações Blindada - 26.º Pelotão de Polícia do Exército Mecanizado - 1.ª Brigada de Cavalaria Mecanizada - Esquadrão de Comando - 1.º Regimento de Cavalaria Mecanizado - 2.º Regimento de Cavalaria Mecanizado - 4.º Regimento de Cavalaria Blindado - 19.º Grupo de Artilharia de Campanha - 9.º Batalhão Logístico - 1.ª Companhia de Engenharia de Combate Mecanizada - 11.ª Companhia de Comunicações Mecanizada - 1.º Pelotão de Polícia do Exército Mecanizado - 2.ª Brigada de Cavalaria Mecanizada - Esquadrão de Comando - 5.º Regimento de Cavalaria Mecanizado - 8.º Regimento de Cavalaria Mecanizado - 6.º Regimento de Cavalaria Blindado - 22.º Grupo de Artilharia de Campanha Autopropulsado - 10.º Batalhão Logístico - 2.ª Companhia de Engenharia de Combate Mecanizada - 12.ª Companhia de Comunicações Mecanizada - 2.º Pelotão de Polícia do Exército Mecanizado - Artilharia Divisionária da 3.ª Divisão de Exército - Bateria de Comando - 13.º Grupo de Artilharia de Campanha - 27.º Grupo de Artilharia de Campanha - 29.º Grupo de Artilharia de Campanha Autopropulsado |

## Brigadas subordinadas

### 6.ª Bda Inf Bld

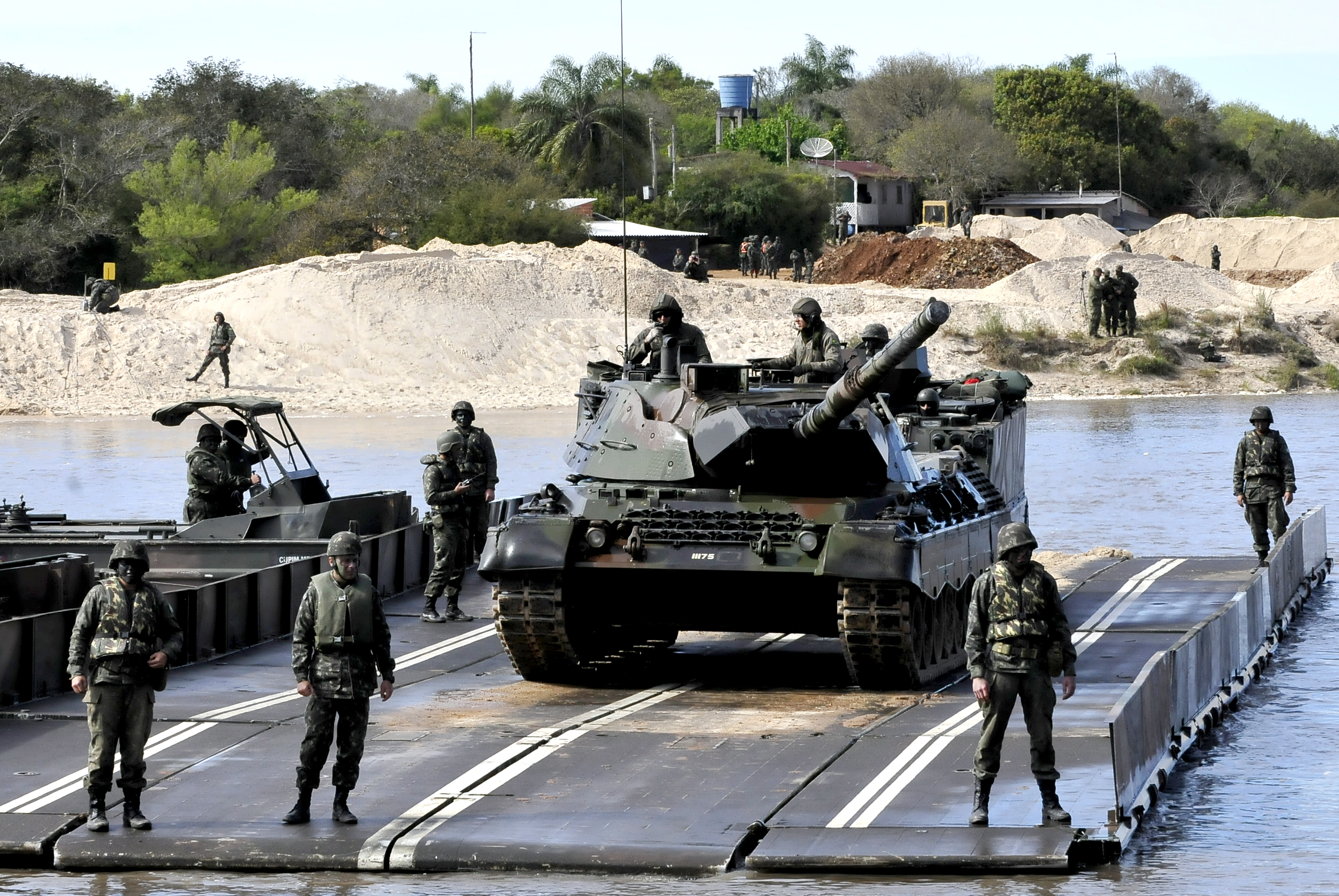
Leopard 1 da brigada em exercício de transposição de rio

Sediada em Santa Maria, a 6.ª Brigada de Infantaria Blindada é uma das duas brigadas blindadas do Exército; a outra é a 5.ª Brigada de Cavalaria Blindada, no Paraná. Ambas são forças de emprego estratégico e participam com uma parte de seu efetivo, composta apenas de profissionais, do sistema de prontidão do Exército. A 6.ª Bda Inf Bld foi organizada em 1971 a partir da Infantaria Divisionária da 6.ª Divisão de Infantaria, tendo como componentes de manobra o 4.º Regimento de Carros de Combate (RCC), 7.º e 29.º Batalhões de Infantaria Blindados (BIB) e 8.º Batalhão de Infantaria Motorizado (BI Mtz). O 8.º BI Mtz foi transferido à 8.ª Brigada de Infantaria Motorizada em 1992.
O 4.º RCC originalmente usou os carros de combate leves M41 A3C, recebidos em 1973 e substituídos em 1997 pelo M60 A3 TTS. A partir de 2004 o Exército concentrou seus meios blindados nas duas brigadas atuais. A 11.ª Brigada de Infantaria Blindada, de São Paulo, cedeu seus Leopard 1A1 para o 4.º RCC e o 1.º RCC, do Rio de Janeiro. Este, por sua vez, foi transferido para o sul, subordinando-se à 6.ª Brigada de Infantaria Blindada. Dessa forma, as brigadas blindadas, que eram ternárias, tornaram-se quaternárias, equiparando-se aos equivalentes no Exército Argentino. Uma modernização adicional ocorreu em 2010, com a chegada dos Leopard 1A5.

### 1.ª Bda C Mec
Sediada em Santiago, a 1.ª Brigada de Cavalaria Mecanizada surgiu como a 1.ª Divisão de Cavalaria (DC), em 1921. Sua conversão de hipomóvel a cavalaria mecanizada completou-se em 1974.
Logo antes da Revolução de 1930 seu comandante, o tenente-coronel Otávio Pires Coelho, dissimulou lealdade ao governo, mas no momento de sua eclosão assegurou o controle de Santiago aos revolucionários. Na Campanha da Legalidade em 1961, a divisão tinha ordens de invadir São Paulo por ferrovia em Ourinhos. A 30 de agosto sua vanguarda já estava em Ponta Grossa. Nos anos seguintes de conspiração do general Mourão Filho em Santa Maria, ele evitou a 1.ª DC devido ao alinhamento de seu comandante, o general Oromar Osório, ao governo. Da mesma forma, o comandante em 1964, general João de Deus Nunes Saraiva, recusou a oferta de aderir ao golpe em curso. Porém, sua divisão ficou imobilizada, pois a 3.ª DI (então sob o general Poppe de Figueiredo) controlava as ferrovias. Saraiva aceitou o chamado a Porto Alegre, onde reuniu-se com a cúpula legalista. Como resultado, a divisão ficou acéfala durante o golpe.

### 2.ª Bda C Mec

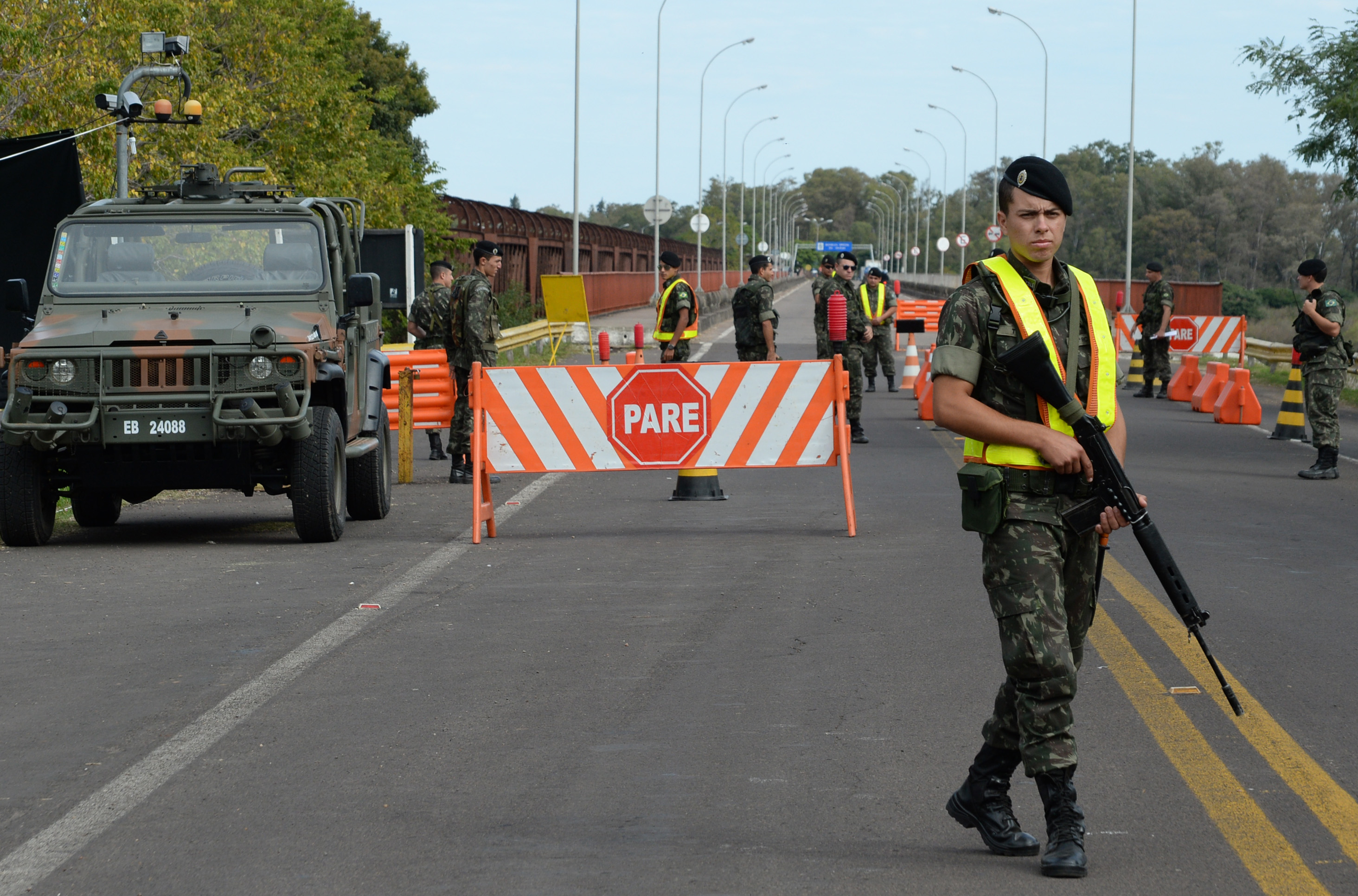
Posto de bloqueio do Exército em Uruguaiana

A 2.ª Brigada de Cavalaria Mecanizada surgiu como 2.ª Divisão de Cavalaria, em 1922, alternando sua sede entre as cidades de Alegrete e Uruguaiana até fixar-se definitivamente nesta última. Sua mecanização ocorreu em 1972. Esta brigada, devido à sua posição na fronteira, seria a mais provável de ser transferida ao Comando Militar do Nordeste no Plano Estratégico do Exército de 2016–2019.
Seu comandante na Revolução de 1930 era o coronel Euclides Figueiredo, que estava em inspeção em outra unidade; Alegrete aderiu aos revolucionários. Na Campanha da Legalidade a 2.ª DC acompanhou a 1.ª DC e enviou um regimento a Porto Alegre. Nos anos seguintes, fez parte da conspiração de Mourão Filho e, sob o comando do general Camarinha, aderiu ao golpe de 1964. Em 1971 este comando foi incluído num plano de invasão ao Uruguai, a Operação Trinta Horas.